# Eugenio Arochi
Eugenio Arochi de la Torre (ur. 6 lutego 1991 w mieście Meksyk) – meksykański piłkarz występujący na pozycji prawego obrońcy, obecnie zawodnik Atlante.

## Kariera klubowa
Arochi jest wychowankiem klubu Deportivo Toluca, lecz nie potrafił się w nim przebić do pierwszej drużyny, wobec czego jako dziewiętnastolatek odszedł do zespołu Atlante FC z siedzibą w mieście Cancún. Do seniorskiej ekipy został włączony po upływie półtora roku gry w zespole młodzieżowym przez argentyńskiego szkoleniowca Ricardo Lavolpe i w Liga MX zadebiutował 22 lipca 2012 w zremisowanym 0:0 spotkaniu z Pachucą.
| Sezon     | Klub       | Kraj   | Rozgrywki | Mecze | Bramki |
| --------- | ---------- | ------ | --------- | ----- | ------ |
| 2012/2013 | Atlante FC | Meksyk | Liga MX   | 15    | 0      |
| 2013/2014 | Atlante FC | Meksyk | Liga MX   |       |        |